# Ятенга (провінція)
Ятенга (фр. Yatenga) — одна з 45 провінцій Буркіна-Фасо. Входить до складу Північної області. Адміністративний центр провінції — місто Уахігуя. Площа провінції становить 6990 км².

## Населення
За даними на 2013 рік чисельність населення провінції становила 644 318 осіб.
 Динаміка чисельності населення провінції по роках: 
| 1996   | 1997   | 2005   | 2006   | 2013   |
| ------ | ------ | ------ | ------ | ------ |
| 448941 | 443967 | 566626 | 547952 | 644318 |

## Адміністративний поділ
В адміністративному відношенні поділяється на 13 департаментів:
- Барга
- Каен
- Кальсака
- Косукі
- Кумбрі
- Намісігіма
- Уахігуя
- Ула
- Рамбо
- Сегенега
- Тангає
- Тіу
- Зогоре